# Ezekiel Henty
Ezekiel Isoken Henty (* 13. května 1993, Lagos) je nigerijský fotbalový útočník či záložník, od ledna 2024 hráč izraelského klubu FC Ašdod. Mimo Nigérii působil na klubové úrovni v Itálii, Rusku, Maďarsku, Chorvatsku, Saúdské Arábii, ve Spojených arabských emirátech, Slovinsku na Slovensku a Kypru. Může nastoupit na téměř všech pozicích v ofenzivě, má výborné fyzické předpoklady, je rychlý a dokáže se prosadit v šestnáctce soupeře.

## Klubová kariéra
Svoji fotbalovou kariéru začal v mužstvu Flying Sports, odkud v mládeži zamířil do akademie slavného italského klubu AC Milán.

### AC Milán (+ hostování)
Do prvního mužstva AC se však neprosadil a působil na hostováních v jiných týmech. Konkrétně nastupoval za italská mužstva Spezia Calcio a AC Perugia Calcio, kterému pomohl v ročníku 2013/14 k postupu do druhé nejvyšší soutěže. V létě 2014 o něj projevily zájem turecký celek Sivasspor a klub Vitória FC z Portugalska, avšak Henty odešel hostovat do slovinského celku ND Gorica.

### NK Olimpija Lublaň

#### Sezóna 2014/15
Před jarní částí sezony 2014/15 zamířil opět na hostování, konkrétně do slovinské Olimpije Lublaň. Ligový debut v dresu Lublani absolvoval ve 22. kole hraném 28. února 2015 proti týmu NK Radomlje (výhra 4:0), na hrací ploše vydržel do 59. minuty. Svůj první ligový gól za toto mužstva dal ve 24. kole, když v souboji s ND Goricou zvyšoval v 54. minutě na konečných 3:1. Podruhé v ročníku se střelecky prosadil 4. 4. 2015 proti mužstvu NK Zavrč (výhra 3:1), trefil se v 10. minutě. Následně skóroval v odvetě s Radomlje (výhra 3:1), když v 58. minutě zvyšoval na 2:0. Svůj čtvrtý přesný zásah vsítil ve 33. kole 9. května 2015 v odvetném střetnutí s Goricou (výhra 2:1).

#### Sezóna 2015/16
V létě 2015 do Olimpije za 150 tisíc € přestoupil a podepsal dvouletý kontrakt. Svoje první ligové branky v sezoně zaznamenal 12. srpna 2015 v souboji s klubem FC Koper. Trefil se v 50. a 73. minutě a výraznou měrou se podílel na vítězství 4:1. Další dvougólové střetnutí zažil o čtyři dny později v šestém kole na hřišti NK Mariboru (výhra 3:0). Popáté v ročníku skóroval v duelu s týmem NK Krka (výhra 3:1), když v 53. minutě dal první branku utkání. 18. 10. 2015 ve 14. kole zaznamenal dvě branky v odvetném souboji s Koperem a pomohl Lublani k vítězství 2:1. Svého osmého přesného zásahu v sezoně docílil ve 20. kole proti Zavrči (výhra 2:1). V jarní částí ročníku 2015/16 získala Olimpija Lublaň titul, na kterém se Henty částečně podílel.

### FK Lokomotiv Moskva
V únoru 2016 přestoupil za pět a půl milionu € do Ruska, kde se dohodl na smlouvě s Lokomotivem Moskva. Své první ligové utkání za Lokomotiv absolvoval v 19. kole hraném 6. března 2016 v souboji s Terekem Grozny (prohra 1:2), na hrací plochu přišel v 58. minutě. Poprvé a zároveň naposledy v lize za Moskvu vsítil gól 28. srpna 2016 v souboji s FK Krasnodarem, když v 56. minutě dal z pokutového kopu na konečných 2:1. Na jaře 2017 získal Lokomotiv ruský pohár a Henty se na jeho zisku částečně podílel.

### Baniyas Club (hostování)
Před jarní částí sezony 2016/17 zamířil hostovat do Spojených arabských emirátů konkrétně do mužstva Baniyas Club. Součástí smlouvy byla i opce na trvalý přestup. Ligovou premiéru v dresu tohoto klubu zažil 21. 1. 2017 v 15. kole proti celku Dibba Al-Fujairah Club (prohra 3:4), odehrál celý zápas. Svoji první branku v tomto ročníku dal 3. března 2017 v souboji s týmem Al Wasl FC (prohra 3:4), trefil se v 65. minutě. Následně se střelecky dvakrát prosadil o šest dní později ve 21. kole v souboji s mužstvem Al Wahda FC (prohra 2:6), góly vsítil v 83. a 88. minutě. Počtvrté v lize za tento klub skóroval proti celku Al-Nasr SC (remíza 22), když v 69. minutě dával na 2:2. Svůj pátý ligový gól za Baniyas vsítil 13. 5. 2017 v souboji s týmem Shabab Al-Ahli (prohra 1:2), když ve 21. minutě srovnával na 1:1. Na jaře 2017 bojoval s Baniyasem o záchranu, která se nepovedla a jeho zaměstnavatel sestoupil do druhé nejvyšší soutěže.

### Videoton FC
V létě 2017 se vrátil do Evropy a uzavřel kontrakt na tři roky s maďarským celkem Videoton FC. Ve druhém předkole Evropské ligy UEFA 2017/18 proti estonskému mužstvu Nõmme Kalju FC (výhra venku 3:0 a remíza doma 1:1) nehrál, jelikož do Videotonu přišel v den odvety. Se svým zaměstnavatelem však následně postoupil přes klub FC Girondins de Bordeaux z Francie (prohra 2:1 venku a výhra 1:0 doma) kvůli pravidlu venkovních gólů do čtvrtého předkola - play-off, kde s Videotonem vypadl s bělehradským týmem FK Partizan (remíza 0:0 doma a prohra 0:4 venku) a do skupinové fáze s ním nepostoupil.
Své první ligové střetnutí za toto mužstvo odehrál ve třetím kole hraném 30. 7. 2017 proti klubu Újpest FC (remíza 2:2), nastoupil na celé střetnutí. Poprvé v ročníku se prosadil ve čtvrtém kole v souboji s týmem Mezőkövesdi SE (výhra 2:0), ve 23. minutě otevřel skóre zápasu. Svůj druhý přesný zásah zaznamenal 30. září 2017 proti mužstvu Diósgyőri VTK a se svým týmem zvítězil 3:2 na hřišti soupeře. V rozmezí 13.-15. kola třikrát skóroval, když dal po jedné brance do sítě klubu Puskás Akadémia FC (výhra 2:0) a v odvetách s Újpestem FC (remíza 2:2) a Mezőkövesdi SE (výhra 4:0). V průběhu jara 2018 vybojoval Videoton mistrovský titul a Henty se na tomto úspěchu částečně podílel.

### Puskás Akadémia FC

#### Sezóna 2017/18
V únoru 2018 zamířil z Videotonu na hostování do celku Puskás Akadémia FC. Ligový debut absolvoval 24. 2. 2018 ve 20. kole v souboji s týmem Mezőkövesdi SE (remíza 0:0), na hrací plochu přišel v 58. minutě. Poprvé rozvlnil síť soupeřovy "svatyně" v duelu s mužstvem Ferencvárosi TC (prohra 1:3), když ve 25. minutě otevřel skóre utkání. Následně se střelecky prosadil dvakrát ve 29. kole v souboji s klubem Szombathelyi Haladás, porážce 2:3 ale nezabránil. Se svým klubem na jaře 2018 došel až do finále maďarského poháru, kde Puskásova Akadémia podlehla Újpestu FC po penaltovém rozstřelu. V červenci 2018 do týmu natrvalo přestoupil.

#### Sezóna 2019/20
V létě 2019 se vrátil poté, co hostoval v jiném celku. Své první dvě ligové branky v sezoně zaznamenal proti Újpestu, skóroval ve 13. a v 31. minutě a výraznou měrou se podílel na vítězství 3:1 na hřišti soupeře. 26. října 2019 se prosadil potřetí v ročníku, když v souboji s týmem Kisvárda FC dal jediný a tudíž vítězný gól utkání. Další přesný zásah si připsal o 14 dní později v odvetném střetnutí s Újpestem (prohra 1:3), ve 34. minutě dal jedinou branku svého mužstva v zápase. Další střelecké zásahy dal ve 14. a v 15. kole, kdy se nejprve jednou prosadil proti klubu Mezőkövesdi SE (remíza 1:1) a dvakrát proti týmu Ferencvárosi TC (remíza 2:2).

### NK Osijek (hostování)
Před sezonou 2018/19 zamířil na hostování do Chorvatska do celku NK Osijek. S Osijekem se po svém příchodu představil v předkolech EL, kde s mužstvem nejprve postoupil přes moldavský klub CS Petrocub Hîncești (remíza 1:1 venku a výhra 2:1 doma) a následně vypadl s týmem Rangers FC ze Skotska (prohra 0:1 doma a remíza 1:1 venku). Svůj první ligový start v dresu NK zaznamenal v úvodním kole hraném 29. 7. 2018 v souboji s Hajdukem Split (výhra 4:1), odehrál 72 minut a dal gól na 1:0. Měl skvělý vstup do nového angažmá, když v úvodních třech kolech zaznamenal stejný počet branek. Trefil se totiž i v zápasech s mužstvy NK Rudeš (výhra 3:2) a NK Istra 1961 (výhra 3:0) Počtvrté rozvlnil síť soupeřovy "svatyně" až v 18. kole, kdy se trefil ve 45. minutě v souboji s Interem Zaprešić (výhra 6:0).

### ŠK Slovan Bratislava
V lednu 2020 podepsal smlouvu na čtyři a půl roku se slovenským mužstvem ŠK Slovan Bratislava, který o něj projevil zájem i na začátku roku 2018. K příchodu do Slovanu mělo původně dojít až v létě 2020, nakonec však Henty přestoupil k "belasým" dříve.

#### Sezóna 2019/20
Ligový debut absolvoval 16. února 2020 v 19. kole v derby se Spartakem Trnava (remíza 0:0), odehrál celé utkání. Slovanu pomohl k obhajobě titulu z předešlé sezony 2018/19. S "belasými" ve stejném ročníku triumfoval i ve slovenském poháru a získal tak s klubem „double“.

#### Sezóna 2020/21
Svůj první ligový gól v ročníku zaznamenal po přihrávce Kenana Bajriće 14. 3. 2021 v souboji s klubem AS Trenčín a podílel se na vysoké výhře Slovanu 6:2 na hřišti soupeře. Podruhé a potřetí za Slovan skóroval ve 31. kole proti ViOnu Zlaté Moravce – Vráble (výhra 4:0), trefil se v 75. a 77. minutě. Se Slovanem po tomto zápase vybojoval ligový primát, který byl pro klub již třetí v řadě. Zároveň s týmem získal podruhé za sebou po výhře 2:1 po prodloužení nad celkem MŠK Žilina domácí pohár a mužstvu pomohl poprvé v jeho historii k obhájení doublu.

#### Sezóna 2021/22
Se Slovanem postoupil přes Shamrock Rovers z Irska (výhra 2:0 doma a prohra 1:2 venku) do druhého předkola Ligy mistrů UEFA 2021/22 a v něm vypadli se spoluhráči se švýcarským klubem BSC Young Boys z Bernu po domácí remíze 0:0 a venkovní prohře 2:3. Následně byl se slovenským týmem přesunut do předkol Evropské ligy UEFA 2021/22, kde s ním nejprve vyřadil ve třetím předkole Lincoln Red Imps FC z Gibraltaru (výhra 3:1 venku a remíza 1:1 doma), avšak ve čtvrtém předkole - play-off s ním nepřešel přes řecké mužstvo Olympiakos Pireus (prohra 0:3 venku a remíza 2:2 doma) do skupinové fáze této soutěže. Se spoluhráči však byli zařazení do základní skupiny F Evropské konferenční ligy UEFA 2021/22, kde v konfrontaci se soupeři: FC Kodaň (Dánsko) - (prohry doma 1:3 a venku 0:2), PAOK Soluň (Řecko) - (remízy venku 1:1 a doma 0:0) a stejně jako v kvalifikaci s Lincolnem Red Imps - (výhry doma 2:0 a venku 4:1) skončili na třetím místě tabulky, což na postup do jarní vyřazovací fáze nestačilo. Henty v této sezóně pohárové Evropy nastoupil ke všem 14 zápasům, ve kterých dal šest gólů, konkrétně dohromady dva v kvalifikaci i skupinové fázi s Lincolnem, stejný počet v odvetě s Young Boys a po jednom v utkáních s Kodaní a Olympiakosem Pireus.
Své první ligové branky v sezoně dal v souboji s ViOnem Zlaté Moravce – Vráble (výhra 4:1), když se prosadil ve 43., 47. a v 82. minutě a zaznamenal tak hattrick. Jednalo se o jeho první třígolový duel v profesionální kariéře a po něm si nechal míč podepsaný všemi tehdejšími spoluhráči. Počtvrté v ročníku se trefil 3. října 2021 v desátém kole proti klubu FK Pohronie při domácím vítězství 5:1. Ve 12. a 13. kole vstřelil v každém tomto kole dvě branky, konkrétně se trefil proti týmům MFK Tatran Liptovský Mikuláš (výhra 4:0) a AS Trenčín (výhra 3:2). Svůj devátý gól v sezoně si připsal v 15. kole hraném 21. 11. 2021 v souboji se Zemplínem Michalovce (výhra 2:1), když v 16. minutě otevřel skóre zápasu. V ročníku 2021/22 pomohl svému mateřskému zaměstnavateli částečně již ke čtvrtému titulu v řadě, což Slovan dokázal jako první v historii slovenského fotbalu.

### Al Hazm FC (hostování)
V zimním přestupovém období ročníku 2021/22 zamířil do Saúdské Arábie do mužstva Al Hazm FC, kde působil na půlročním hostování s opcí na přestup ze Slovanu Bratislava.

### Apollon Limassol (hostování)
V létě 2022 se vrátil do Slovanu a trénoval individuálně. Následně odešel opět hostovat, tentokrát na rok s opcí na přestup, do kyperského klubu úřadujícího mistra Apollonu Limassol. Po sezoně 2022/23 mu v Limassolu skončilo hostování a vrátil se do Slovanu Bratislava, kde se však s "áčkem" nepřipravoval.

### AEL Limassol
V srpnu 2023 Slovan Bratislava definitivně opustil a vrátil se na Kypr, kde posílil tým AEL Limassol. Po půl roce však v tomto celku předčasně skončil.

### FC Ašdod
Krátce po konci angažmá v AEL Limassolu se dohodl na kontraktu s izraelským celkem FC Ašdod.

## Klubové statistiky
Aktuální k 7. červnu 2024
| Sezona    | Klub                       | Soutěž         | Zápasy | Góly |
| --------- | -------------------------- | -------------- | ------ | ---- |
| 2013/2014 | Spezia Calcio (host.)      | Serie B        | 6      | 1    |
| 2013/2014 | AC Perugia Calcio (host.)  | Serie C        | 12     | 2    |
| 2014/2015 | ND Gorica (host.)          | 1. SNL         | 10     | 2    |
| 2014/2015 | NK Olimpija Lublaň (host.) | 1. SNL         | 14     | 4    |
| 2015/2016 | NK Olimpija Lublaň         | 1. SNL         | 21     | 8    |
| 2015/2016 | FK Lokomotiv Moskva        | Premier Liga   | 10     | 0    |
| 2016/2017 | FK Lokomotiv Moskva        | Premier Liga   | 7      | 1    |
| 2016/2017 | Baniyas Club (host.)       | Gulf League    | 12     | 5    |
| 2017/2018 | Videoton FC                | OTP Bank liga  | 15     | 5    |
| 2017/2018 | Puskás Akadémia FC (host.) | OTP Bank liga  | 11     | 3    |
| 2018/2019 | NK Osijek (host.)          | 1. HNL         | 17     | 4    |
| 2019/2020 | Puskás Akadémia FC         | OTP Bank liga  | 12     | 7    |
| 2019/2020 | ŠK Slovan Bratislava       | Fortuna liga   | 5      | 0    |
| 2020/2021 | ŠK Slovan Bratislava       | Fortuna liga   | 15     | 3    |
| 2021/2022 | ŠK Slovan Bratislava       | Fortuna liga   | 18     | 9    |
| 2021/2022 | Al Hazm FC (host.)         | First Division | 9      | 0    |
| 2022/2023 | ŠK Slovan Bratislava       | Fortuna liga   | 0      | 0    |
| 2022/2023 | Apollon Limassol (host.)   | A' katigoría   | 24     | 2    |
| 2023/2024 | ŠK Slovan Bratislava       | Niké liga      | 0      | 0    |
| 2023/2024 | AEL Limassol               | A' katigoría   | 10     | 2    |
| 2023/2024 | FC Ašdod                   | Ligat ONE ZERO | 19     | 4    |